# Aline Seitz
Aline Seitz, née le 17 février 1997, est une coureuse cycliste suisse. Active sur piste, sur route et en VTT, elle est multiple championne de Suisse sur piste.

## Biographie
Aline Seitz commence le VTT à l'âge de neuf ans, en disputant une course au RC Gränichen. Elle obtient de bons résultats aux niveaux national et international. À seize ans, elle souhaite participer au Festival olympique de la jeunesse européenne. Le VTT n'est cependant pas au programme de cet événement. Elle se lance alors sur route. Elle est notamment championne de Suisse du contre-la-montre juniors en 2014 et 2015. Elle commence également le cyclisme sur piste en 2014.
En 2017, elle devient championne de Suisse de l'américaine. Durant l'hiver qui suit, elle prend part à ses premières manches de coupe du monde sur piste. À Minsk, elle s'impose en scratch devant Elinor Barker et Amy Pieters. La dernière pistarde suisse ayant remporté une manche de coupe du monde était Karin Thürig, en poursuite en 2004. À la fin de l'hiver, elle dispute ses premiers championnats du monde sur piste à Apeldoorn aux Pays-Bas. Elle y prend la onzième place de l'américaine et la douzième du scratch.
Entre 2018 et 2024, elle remporte 13 titres de championne de Suisse sur piste.

## Palmarès sur piste

### Championnats du monde
- Apeldoorn 2018
  - 11e de l'américaine
  - 12e du scratch
- Pruszków 2019
  - 12e de l'américaine
  - Abandon au scratch

### Coupe du monde
- 2017-2018
  - 1re du scratch à Minsk

### Coupe des nations
- 2021
  - 3e de la poursuite par équipes à Saint-Pétersbourg
  - 3e de l'américaine à Saint-Pétersbourg

### Championnats d'Europe
- Anadia 2017
  - 4e du scratch espoirs
  - 5e de l'américaine espoirs
  - 9e de l'omnium espoirs
- Glasgow 2018
  - 11e de la course à élimination
  - 13e de l'américaine
  - 13e du scratch
- Munich 2022
  - 7e du scratch
  - 12e de l'omnium
- Granges 2023
  - 6e de la poursuite par équipes
  - 9e de l'américaine

### Championnats nationaux
- 2017
  -  Championne de Suisse de l'américaine
  - 2e de l'omnium
  - 2e du scratch
  - 3e de la course aux points
- 2018
  -  Championne de Suisse du scratch
  -  Championne de Suisse de l'omnium
  - 2e de la course aux points
- 2020
  -  Championne de Suisse du scratch
  -  Championne de Suisse de course par élimination
- 2021
  -  Championne de Suisse de course aux points
  -  Championne de Suisse de l'américaine
  -  Championne de Suisse du scratch
  -  Championne de Suisse de l'omnium
  - 3e de l'élimination
- 2023
  -  Championne de Suisse du scratch
  -  Championne de Suisse de l'omnium
  -  Championne de Suisse de course par élimination
  - 2e de la course aux points
  - 3e de la poursuite
- 2024
  -  Championne de Suisse du scratch
  -  Championne de Suisse de course par élimination

## Palmarès sur route
- 2014
  -  Championne de Suisse du contre-la-montre juniors
  - 2e du championnat de Suisse sur route juniors
- 2015
  -  Championne de Suisse du contre-la-montre juniors
  - 3e du championnat de Suisse sur route juniors
- 2019
  - 9e du championnat d'Europe sur route espoirs

### Classements mondiaux
| Année                                 | 2019 | 2020 | 2021 | 2022 |
| ------------------------------------- | ---- | ---- | ---- | ---- |
| Classement UCI                        | 953e | 716e | 836e | 533e |
| UCI World Tour                        | nc   | nc   | nc   | 222e |
|                                       |      |      |      |      |
| Légende : nc = non classéSource : UCI |      |      |      |      |